# (6692) 1985 HL
(6692) 1985 HL là một tiểu hành tinh vành đai chính. Nó được phát hiện bởi Zdeňka Vávrová ở Đài thiên văn Kleť gần České Budějovice, Cộng hòa Séc, ngày 18 tháng 4 năm 1985.